# Tennessee whisky

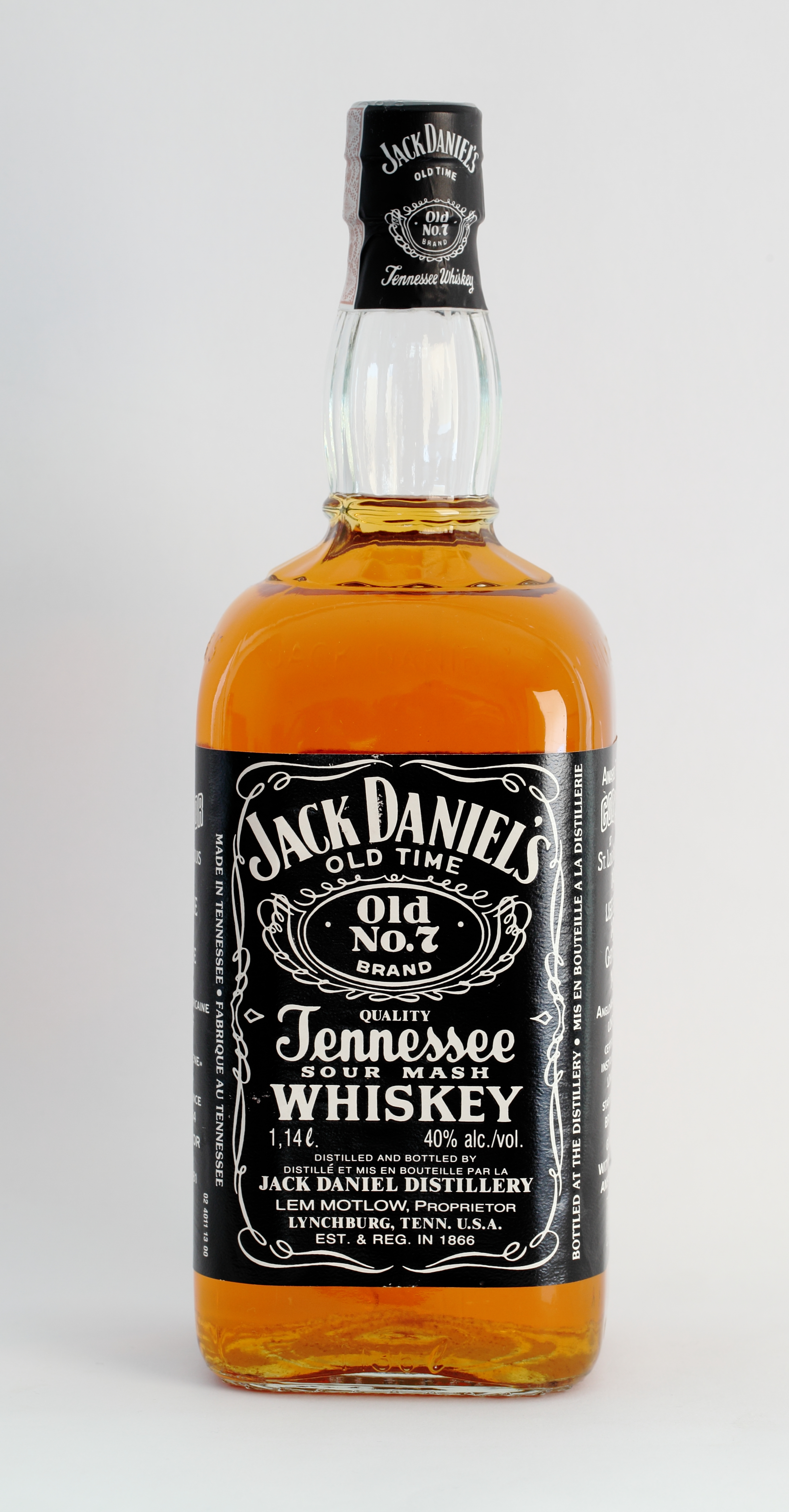
Jack Daniel's Old No. 7 Tennessee Whiskey

A Tennessee whisky (az amerikai angolban többnyire Tennessee whiskey) amerikai whiskyfajta, mely kizárólag Tennessee államban készül, nagyobbrészt kukoricából álló gabonacefréből, belül elszenesített, új tölgyfahordókban érlelve. Előállítását tekintve maradéktalanul megfelel a bourbon whisky szabályozásának, és egyes eredetvédelmi egyezmények is „Tennessee államban készült straight bourbon whiskyként” rögzítik, a szakma azonban általában önálló whiskyfajtaként kezeli. A két whiskyfajtát jobbára az különbözteti meg egymástól, hogy a Tennessee whiskyt érlelés előtt juharfából (általában cukorjuharból) készült faszénen szűrik, ez azonban nem minden Tennessee whiskynél kötelező, illetve a bourbon whiskynél sem tilos.

## Története
A ma ismert Tennessee whisky a 19. századi Lincoln megyei whisky (Lincoln county whiskey) utódja, melyet ekkor még nem érlelés előtt, hanem érlelés helyett szűrtek, így csökkentve a nyers whisky kellemetlen mellékízeit, karcosságát. A 19. század végén Tennessee-n kívül is neves volt a Lincoln megyei – illetve a hasonlóan készült Robertson megyei – whisky, mert ekkoriban még sok whiskyt fogyasztottak teljesen nyersen. A whisky faszenes szűrése azonban nem Lincoln megyei találmány: a finomítóoszlopok elterjedése előtt több országban is használtak faszenet a nyers gabonapárlatok szűrésére, és ekkoriban Kentucky állam szeszfőzőinek is nagyjából egyharmada készített így whiskyt. Már egy 1809-es pennsylvaniai szeszfőző kézikönyv is juharfaszenet ajánl a whisky szűrésére.
A mai értelemben vett Tennessee whisky első ismert említése egy 1908-as tanulmányból származik, ami már a ma ismert módszert részletezi, hordós érleléssel együtt. Az itt leírt Cascade Pure Whiskyt a Geo. A. Dickel & Co. gyártotta, ami a ma ismert George Dickel jogelődje volt. Ekkor már a Jack Daniel’s No. 7. sem fehér „Lincoln megyei”, hanem érlelt whisky volt, de ekkor még nem nevezték Tennessee whiskynek, és azt sem tudni, hogy szűrték-e. A Jack Daniel’s szűrt fehér whiskyjét ekkor egyszerűen White Lincoln County Whiskey néven adták el.)
A  szesztilalom Tennessee-ben 1910-ben kezdődött és először 1938-ban lehetett újra legálisan whiskyt főzni, de csak 1942-ig, amikor a második világháború miatt 1946-ig ismét az egész Egyesült Államokban megtiltották. A fehér whisky ekkor már szűrt formában sem volt versenyképes, így az eredeti Lincoln megyei whisky már nem tért vissza. Más amerikai whiskyfajtákat követve ezt is belül elszenesített, új tölgyfahordókba töltötték, így jelent meg újra az 1908-ban leírt Tennessee whisky a Jack Daniel’s lepárlóban, ami eredetileg a történelmi Lincoln megye területéhez tartozott, és 1959-ig e whiskyfajta egyetlen előállítója volt.
A Tennessee whisky fogalma csak az 1940-es évektől alakult ki. A szesztilalom után az amerikai whiskyfajtákat szövetségi törvényben rögzítették, melynek értelmében a Jack Daniel’s-t Tennessee straight bourbon whiskyként kellett volna forgalomba hozni, ami ellen a gyártó hevesen tiltakozott, és többszöri tárgyalás után végül 1941-ben hatósági állásfoglalást kapott arról, hogy az itala eltér a bourbon whiskytől, és egyszerűen whiskyként forgalmazható, így végül Tennessee whiskyként került forgalomba. A 20. század második felében a cégnek sikerült bevezetnie a Tennessee whiskyt mint whiskyfajtát az italszakmába és a köztudatba annak ellenére, hogy törvényben egészen 2013-ig nem szabályozták.
1956-ban a Schenley Distilling Company sikertelenül próbálta felvásárolni a Jack Daniel’s-t, majd szeszfőzdét építtetett a Tennessee állambeli Coffee megyében, egy mérföldnyire onnan, ahol az 1894-ben elhunyt George Dickel érdekeltségébe tartozó Cascade szeszfőzde 1920-ig működött. Az itt gyártott, Jack Daniel’s-hez hasonló ital lett a George Dickel Tennessee Whisky, amit először 1959-ben cefréztek, majd 1964-ben palackoztak. E két nagy gyártó mellett később két kisüzemi szeszfőzde is Tennessee whisky készítésébe fogott: a Benjamin Prichard's 1997-ben, majd a Collier and McKeel 2009-ben.
2009-ben Tennessee közgyűlése módosította azt a sok éve érvényes rendeletet, mely a 95-ből csak három (Lincoln, Moore és Coffee) megyének engedélyezte a szeszes italok előállítását. A felülvizsgált törvény további 41 megyének adott engedélyt a szeszfőzésre. A változástól kisebb szeszfőzdék megjelenését várják, és ezáltal többféle Tennessee whisky megjelenését.
A Jack Daniel’s az 1941-es hatósági állásfoglalást sokáig „rendeletként” állította be, és sikeresen elterjesztette az italszakmában és a köztudatban, hogy a Tennessee whisky törvényben szabályozott whiskyfajta lenne, amit juharfaszénen kötelező szűrni. A valóságban azonban a Tennessee whisky mint szabályozott italfajta 2013 előtt nem létezett – kivéve olyan, az 1990-es években kelt nemzetközi egyezményekben, melyekben viszont „Tennessee államban készült straight bourbon whiskyként” határozták meg. 2013-ban Tennessee állam helyi rendeletben szabályozta a Tennessee whisky név használatát.

## Szabályozása
A Tennessee whisky nem tartozik a szövetségi törvények által szabályozott amerikai whiskyfajták közé, gyártását Tennessee állam egy 2013-as rendelete szabályozza, mely az akkori négy gyártó whiskyjét vette alapul.
Tennessee whisky néven csak olyan whisky palackozható, amely megfelel a bourbon whisky előírásainak (legalább 51% kukoricatartalmú gabonacefréből főzik, legfeljebb 80% alkoholig finomítva, érlelése pedig belülről elszenesített tölgyfahordókban történik legfeljebb 62,5%-os alkoholtartalommal), és érlelés előtt juharfaszénen szűrik – kivéve a Benjamin Prichard's Tennessee whiskyjét, ami korábban is szűrés nélkül készült, így ezt a szerzett jogát a szabályozás is rögzíti. A juharfaszenes szűrés pontos módját és mértékét nem írják elő, ahogyan kötelező érlelési idő sincs. A rendelet ugyan közvetlenül csak Tennessee államban hatályos, de a gyakorlatban egész Észak-Amerikára és az Európai Unióra is kiterjed, mert a szövetségi törvények és bizonyos eredetvédelmi megállapodások értelmében máshol készült italt nem lehet Tennessee whiskyként forgalmazni.
Mivel a Tennessee whisky címkézése még egy-egy márkán belül sem egységes, a 2013-as rendelet mind a négy akkor használt variációt rögzítette.
- Tennessee Whiskey (Jack Daniel's Gentleman Jack, Jack Daniel's Single Barrel, Benjamin Prichard's, Collier and McKeel)
- Tennessee Whisky (George Dickel Barrel Select)
- Tennessee Sour Mash Whiskey (Jack Daniel's Old No. 7)
- Tennessee Sour Mash Whisky (George Dickel No. 8, George Dickel No. 12)

A sour mash, azaz savanyúcefrés eljárás szinte kizárólagosan elterjedt a hagyományos amerikai whiskyk gyártásakor, így a négy elnevezés ugyanazt a whiskyfajtát takarja.
A gyártók egy része azt állítja, hogy a Tennessee whiskyt a juharfaszenes szűrés élesen megkülönbözteti a bourbon whiskytől, bár a Benjamin Prichard's szűrés nélkül készül. A bourbon whiskyhez tilos ízesítő- vagy színezőanyagokat keverni, ezért elterjedt tévhit, hogy a juharfaszenes szűrés miatt a Tennessee nem lehet bourbon. Valójában a bourbon whiskyt is gyakran szűrik faszénnel valamilyen formában, és nem volna jogi akadálya annak, hogy a Tennessee whiskyket bourbon whiskyként forgalmazzák. Egyes szakértők szerint a Jack Daniel's csak marketingcélokból hozta létre a Tennessee whisky fogalmát, annak íze bőven a bourbon whisky ízprofiljában foglal helyet, és a kentucky bourbönhöz képest általánosságban eltérő jellegének akár a cefre összetételéhez is több köze lehet, mint a szűréshez.

## Előállítása
A gyártás legnagyobb része megegyezik a bourbon whiskyével: nagyobbrészt kukoricából álló, általában rozzsal és árpamalátával kiegészített, savanyított gabonacefrét készítenek, melyet a két nagyobbik gyártónál folyamatos üzemű cefreoszloppal (beer still) főznek le, majd az így kapott alszeszből (low wine) kisüsttel (spirit still vagy doubler) készül a nyers whisky (high wine vagy white dog). A Tennessee whiskykben azonban jellemzően több a kukorica és kevesebb a rozs, mint a tipikus kentucky bourbönben.
Érlelés előtt vastag juharfaszénrétegen szűrik át, mely a párlat bizonyos összetevőit kisebb-nagyobb mértékben megköti. Egyes szakértők szerint a módszer mai jelentősége, hogy a whiskynek így rövidebb érlelésre van szüksége ahhoz, hogy elveszítse a nyers jellegét, de cserébe részben áldozatul eshet a karaktere. A mai gyártók a juharfaszenes szűrést előszeretettel nevezik „lincoln megyei eljárásnak” (Lincoln county process), ám ez a kifejezés csak a Jack Daniel's 1950-es évekbeli újjászületésével jelent meg. A módszert eredetileg egyszerűen szűrésnek (leeching) vagy szénszűrésnek (charcoal leeching) nevezték, és Lincoln megyén, illetve Tennessee államon kívül is alkalmazták.
A whisky érlelése belül elszenesített új tölgyfahordókban történik, jellemzően legalább négy évig.

## Fordítás
- Ez a szócikk részben vagy egészben a Tennessee whiskey című angol Wikipédia-szócikk fordításán alapul.  Az eredeti cikk szerkesztőit annak laptörténete sorolja fel. Ez a jelzés csupán a megfogalmazás eredetét és a szerzői jogokat jelzi, nem szolgál a cikkben szereplő információk forrásmegjelöléseként.
- Ez a szócikk részben vagy egészben a Lincoln County Process című angol Wikipédia-szócikk fordításán alapul.  Az eredeti cikk szerkesztőit annak laptörténete sorolja fel. Ez a jelzés csupán a megfogalmazás eredetét és a szerzői jogokat jelzi, nem szolgál a cikkben szereplő információk forrásmegjelöléseként.
- Ez a szócikk részben vagy egészben a George Dickel című angol Wikipédia-szócikk fordításán alapul.  Az eredeti cikk szerkesztőit annak laptörténete sorolja fel. Ez a jelzés csupán a megfogalmazás eredetét és a szerzői jogokat jelzi, nem szolgál a cikkben szereplő információk forrásmegjelöléseként.